# Bulbophyllum affinoides
Bulbophyllum affinoides là một loài phong lan thuộc chi Bulbophyllum.